# ألونسو بيريز
ألونسو بيريز (بالإسبانية: Alonso Pérez)‏ هو رسام إسباني، ولد في 1881، وتوفي في 1914.